# Bec de coral de galtes taronja
El bec de coral de galtes taronja (Estrilda melpoda) és una espècie d'ocell de la família dels estríldids (Estrildidae) que habita boscos, sabanes i garrigues d'Àfrica Occidental i Central des del Senegal, Gàmbia i sud de Mauritània cap a l'est, fins a l'est i sud de la República Democràtica del Congo, i cap al sud fins a Angola central.